# Harry Elderfield
Henry "Harry" Elderfield (25 avril 1943 - 19 avril 2016), est un professeur de chimie océanique et de paléochimie, qui a exercé au laboratoire Godwin du département des sciences de la Terre de l'Université de Cambridge ,. Il s'est fait un nom dans la chimie et la paléochimie des océans, en utilisant des métaux traces et des isotopes dans le carbonate biogénique comme traceurs paléochimiques, et en étudiant la chimie des océans modernes et anciens - en particulier ceux de l'époque glaciaire et du Cénozoïque .

## Éducation
Elderfield fait ses études à la Eston Grammar School. Il fréquente l'Université de Liverpool où il obtient un baccalauréat ès sciences en chimie (océanographie) en 1965. Il travaille comme chercheur au département de géologie de l'Imperial College de Londres entre 1968 et 1969 tout en terminant son doctorat à l'Université de Liverpool en 1970.

## Carrière et recherche
Il est nommé chargé de cours au Département des sciences de la Terre de l'Université de Leeds en 1969, poste qu'il occupe jusqu'en 1982. De 1982 à 1989, il occupe le poste de directeur adjoint de la recherche au Département des sciences de la Terre de l'Université de Cambridge. Pendant ce temps, il obtient une maîtrise ès arts de l'Université de Cambridge en 1985, suivie d'un doctorat en sciences en 1989. La même année, il est nommé lecteur en géochimie à Cambridge, avant d'être nommé à la chaire de professeur de géochimie et de paléochimie océaniques (Cambridge) en 1999.
Au début de sa carrière, il se concentre sur le comportement des métaux traces dans les océans et leurs sédiments, et sur l'écoulement des fluides à travers la croûte océanique et les sédiments sous l'influence de la circulation hydrothermale hors axe. Il est l'un des premiers géochimistes à basse température à apprécier comment les isotopes radiogéniques pourraient être utilisés pour résoudre les problèmes de géochimie marine, en développant la courbe isotopique du strontium de l'eau de mer pour le Cénozoïque .
Il travaille également sur la spéciation de l'iode dans l'eau de mer et les eaux interstitielles , la séparation du cérium des autres éléments de terres rares dans un exemple classique de comportement redox . Il développe une méthode précise d'analyse par spectrométrie de masse – et effectue les toutes premières mesures de profils océaniques pour – 10 éléments de terres rares. Les terres rares sont aujourd'hui largement utilisées comme traceurs en géochimie sédimentaire et en paléoocéanographie.
Les recherches ultérieures d'Elderfield se concentrent sur la chimie et la paléochimie des océans, et ses résultats ont un impact considérable sur la discipline universitaire de la géochimie. Il contribue de manière significative à la chimie marine, notamment au devenir des métaux dans les processus hydrothermaux, à la formation de nodules de manganèse  et aux cycles biogéochimiques d'éléments tels que l'iode et le strontium.
Ses dernières recherches portent sur la définition de proxies chimiques à partir de carbonates biogéniques et leur utilisation pour comprendre l'ancien océan. Il est le pionnier du développement de la thermométrie du magnésium des foraminifères, qui est acceptée pour l'estimation des températures océaniques passées.
Il est Boursier Fulbright en 1988, reçoit la Médaille Prestwich, de la Geological Society en 1993 et devient membre de l'Association européenne de géochimie en 2000 et de la Royal Society (FRS) en 2001. Il reçoit le Prix VM Goldschmidt, de la Société géochimique en 2013 et la médaille Urey, de l'Association Européenne de Géochimie, 2007